# 브다강

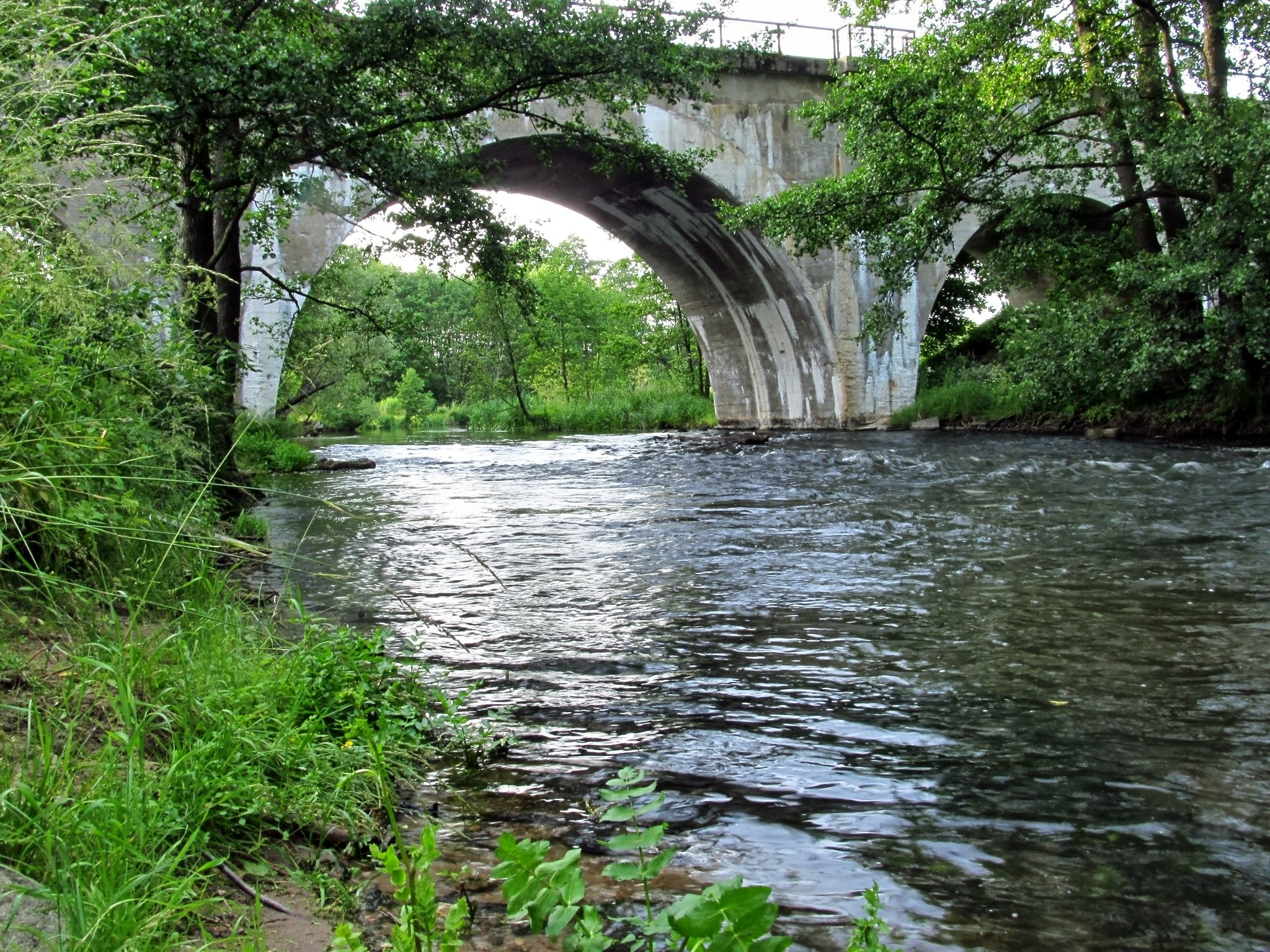
브다강

브다강(폴란드어: Wda)은 폴란드 중부의 강이다. 비스와강의 지류다. 길이는 198km, 유역 면적은 2,325 km2다.